# Jean-Étienne Montucla
Jean-Étienne Montucla [ejtsd: montükla] (Lyon, 1725. szeptember 5. – Versailles, 1799. december 18.) francia matematikus.

## Élete
Egy kereskedő fiaként született, tanulmányait a jezsuitáknál végezte. 1745-ben Toulouse-ban jogi tanulmányokba fogott. Később Párizsba ment, ahol barátságot kötött Diderot-val, Lalande-dal és d'Alembert-rel. Miután Turgot-t mint királyi csillagász egy utazásán Cayenne-be kísérte, 1766-tól 1792-ig a királyi épületek főfelügyelője lett Párizsban. Histoire des mathématiques című műve tette Montucla nevét általánosan ismeretessé. 

## Főbb munkái

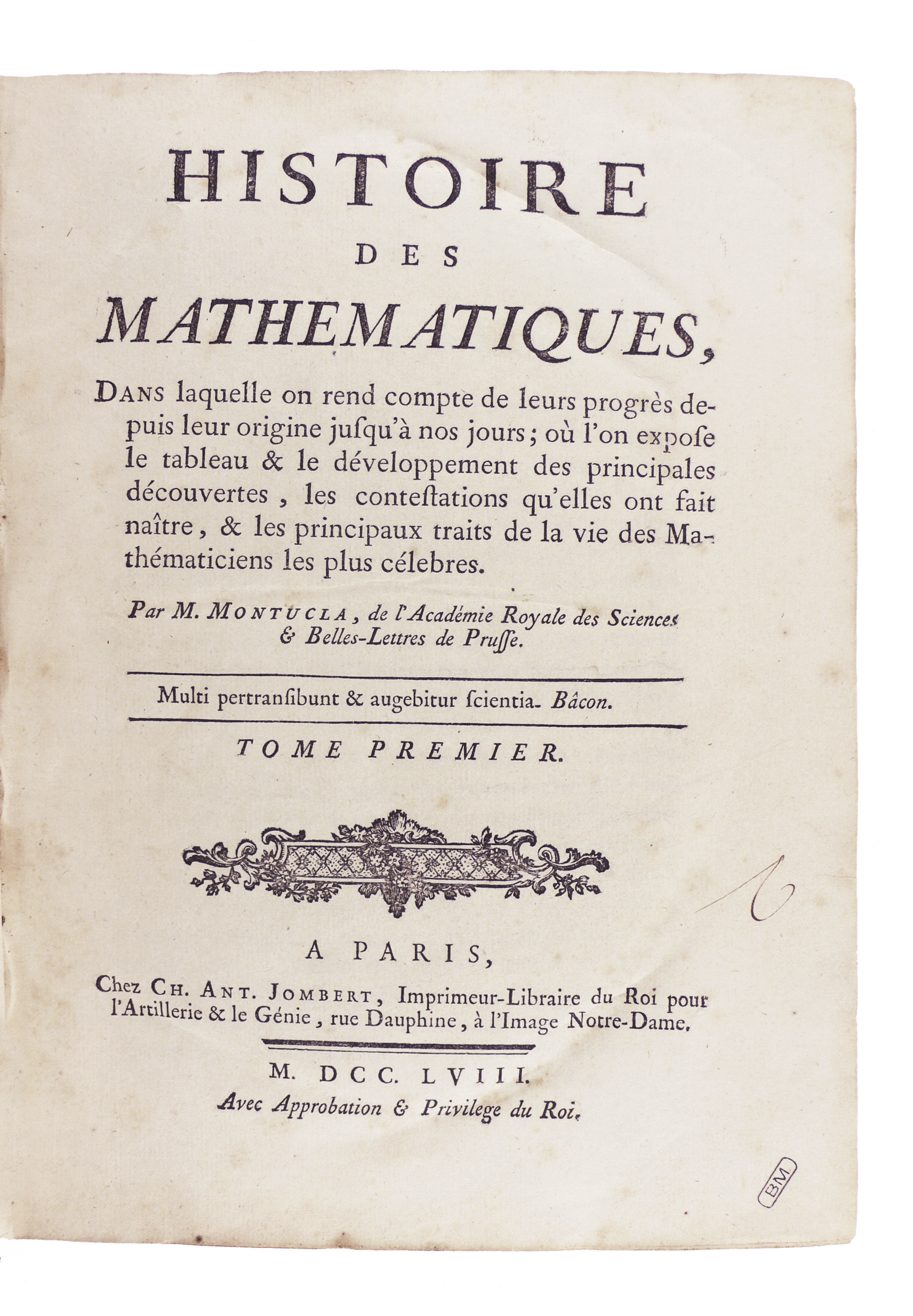
Histoire des mathématiques, 1758.

- Histoire des recherches sur la quadrature du cercle (Párizs, 1754, új kiad. 1831.)
- Histoire des mathématiques (1758, 2 kötet; 2. kiad. 1799-1802, 4 kötet)